# Aleurode du tabac
Aleurode du tabac, Mouche blanche
Espèce
Bemisia tabaci, l'aleurode du tabac, appelé aussi aleurode du cotonnier ou aleurode de la patate douce, est une espèce d'insectes hémiptères de la famille des Aleyrodidae, à répartition cosmopolite.
C'est l’un des principaux ravageurs des cultures, composé de nombreuses sous-espèces. Décrit pour la première fois en Grèce sur le tabac  (1889), B. tabaci est mondialement distribué dans les régions tropicales et subtropicales à l’état naturel, et en serre dans les régions plus tempérées.

## Anatomie et cycle de vie
Les imagos jaune soufre sont fréquemment en nombre sous les feuilles d’où ils s’envolent au moindre dérangement. Les œufs sont pondus en cercle.

## Conséquences sur les cultures
L'aleurode du tabac est un insecte polyphage (décrit sur plus de 900 espèces de plantes potagères et ornementales) occasionnant des dégâts directement par succion de la sève phloémienne et excrétion de miellat (qui a pour conséquence une baisse de la valeur marchande des produits et facilite l’implantation de saprophytes sur la plante), et indirectement par transmission de nombreux virus phytopathogènes : Crinivirus, Ipomovirus, Torradovirus, Cariavirus, Polerovirus, Cytorhabdovirus,Begomovirus, comme le virus des feuilles jaunes en cuillère de la tomate (TYLCV, Tomato Yellow Leaf Curl Virus) responsable de pertes chiffrables en millions de dollars, dont il est le vecteur exclusif.
Les dégâts sont tels que jusqu’à la totalité d’une récolte peut être perdue. C’est pourquoi en France cet insecte est soumis par l’arrêté du 31 juillet 2000 à des mesures de lutte obligatoire et à des mesures de quarantaine dans l’importation de végétaux. Par directive européenne, la détection du TYLCV entraîne la destruction systématique des plants concernés.

## Gestion et lutte
Dans le cadre du contrôle cultural, la légumineuse Crotalaria juncea est utilisée pour constituer une barrière physique qui limite les déplacements de l'aleurode au sein de la parcelle.

## Taxonomie
En réalité B. tabaci est un complexe d’espèces cryptiques morphologiquement identiques. Historiquement, la forte variabilité observé au sein de l'espèce (spectre de plantes hôtes, transmission de virus, localisation géographique, provocation de l'argenture, résistance aux insecticides, bactéries symbiotiques...) a amené les auteurs à décrire différents "biotypes" (plus d'une trentaine) sur la base des caractères précédents. Ces biotypes pouvaient être différenciés sur la base de marqueurs moléculaire tels que les allozymes, puis le gène mitochondrial de la cytochrome oxidase I (COI) ainsi que les microsatellites. Certaines barrières reproductives avaient été mise en évidence entre ces biotypes.
En 2010, des travaux ont essayé d'éclaircir la situation et ont proposé une phylogénie de Bemisia tabaci composée de 24 espèces, reposant sur les distances observées sur le gène COI. En 2013, les derniers travaux faisaient état de 34 espèces mais les choses évoluent très vite puisque seulement deux mois après,  une nouvelle espèce était découverte en Tanzanie. Néanmoins, ces résultats restent discutés car ceci repose sur la seule description d'un gène mitochondrial et non sur des données biologiques telles que l'isolement reproducteur (pour la majorité des espèces en tout cas).

### Synonymes
Source = Delivering alien invasive species inventories for Europe (DAISIE)
- Aleyrodes inconspicua Quaintance
- Aleyrodes tabaci Gennadius
- Bemisia (Neobemisia) hibisci Visnya
- Bemisia (Neobemisia) rhodesiaensis Visnya
- Bemisia achyranthes Singh
- Bemisia bahiana Bondar
- Bemisia costa-limai Bondar
- Bemisia emiliae Corbett
- Bemisia goldingi Corbett
- Bemisia gossypiperda Misra et Lamba
- Bemisia gossypiperda var. mosaicivectura Ghesquiere
- Bemisia hibisci Takahashi
- Bemisia inconspicua Quaintance
- Bemisia longispina Priesner et Hosny
- Bemisia lonicerae Takahashi
- Bemisia manihotis Frappa
- Bemisia minima Danzig
- Bemisia miniscula Danzig
- Bemisia nigeriensis Corbett
- Bemisia rhodesiaensis Corbett
- Bemisia signata Bodnar
- Bemisia tabaci (Gennadius) Takahashi
- Bemisia vayssierei Frappa

## Endosymbiotes
Les aleurodes qui se nourrissent exclusivement sur de la sève phloémienne ont des bactéries endosymbiotiques contenues dans des cellules spécialisées, les bactériocytes, agrégés en organes appelés bactériomes. Ces bactéries sont divisés en deux types : les symbiotes primaires ou obligatoires et les symbiotes secondaires ou facultatifs.
Chez Bemisia tabaci, le symbiotes obligatoire est Portiera aleyrodidarum, il apporte des nutriments essentiels. B. tabaci est aussi infecté par sept autres symbiotes secondaires facultatifs se transmettant verticalement et appartenant aux genres Arsenophonus, Cardinium, Hamiltonella, Rickettsia, Fritschea, Wolbachia et Hemipteriphilus. Les infections multiples (par plusieurs symbiotes secondaires différents) sont courantes. Les phénotypes associés à ces symbiotes secondaires sont encore peu connus chez B. tabaci, ils seraient impliqués dans des résistances aux insecticides, au stress thermique ainsi que dans l'amélioration de la fitness (fécondité et survie).

## Un OGM naturel
Une étude de 2021 révèle que Bemisia tabaci est la première espèce d'insecte connue à avoir emprunté directement un gêne à une plante et à l'avoir intégré dans son génome, ce qui en fait un « OGM naturel ». Ce gêne leur permet de neutraliser des glucosides phénoliques produits par de nombreuses plantes pour se protéger des ravageurs. Ainsi le gène acquis par la mouche blanche leur permet de rendre inoffensives ces toxines produites par des plantes dont il se nourrit. La production de tomates modifiées pour produire un ARN capable de neutraliser l'expression du gène de l'aleurode a provoqué la mort de tous les individus, ce qui laisse présager des méthodes sélectives pour s'en débarrasser sans tuer d'autres insectes,.

## Miellat
50 % des glucides du miellat de l'aleurode du tabac est constitué de tréhalulose, un diholoside isomère du saccharose.

## Philatélie
Cet insecte figure sur une émission de l'Angola de 1994 (6 000 Nkz).